# Analtampon

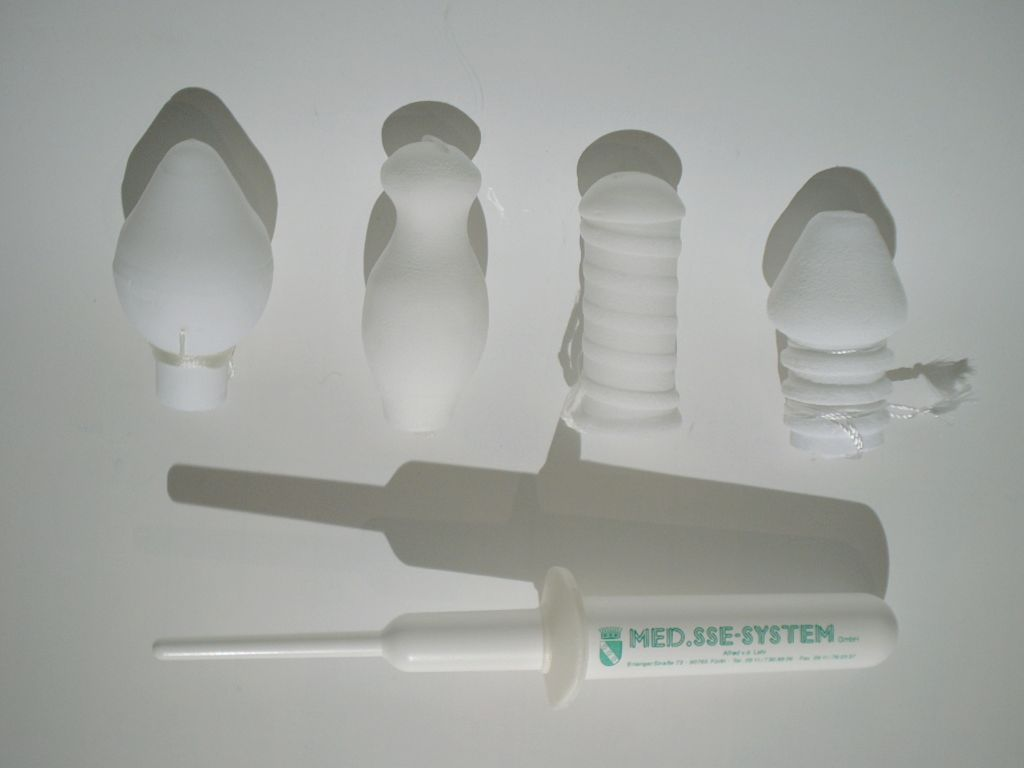
Unterschiedliche Analtampons mit Applikator bei Stuhlinkontinenz

Der Analtampon wird bei Stuhlinkontinenz verwendet. Er kann sowohl von Erwachsenen als auch von Kindern benutzt werden. Es gibt hier verschiedene Arten des Produktes, die sich in der Form und der Größe unterscheiden. Allen gemeinsam ist, dass sie aus Schaumstoff bestehen und vom Träger selbst in das Rektum eingeführt werden können. 

## Aufbau

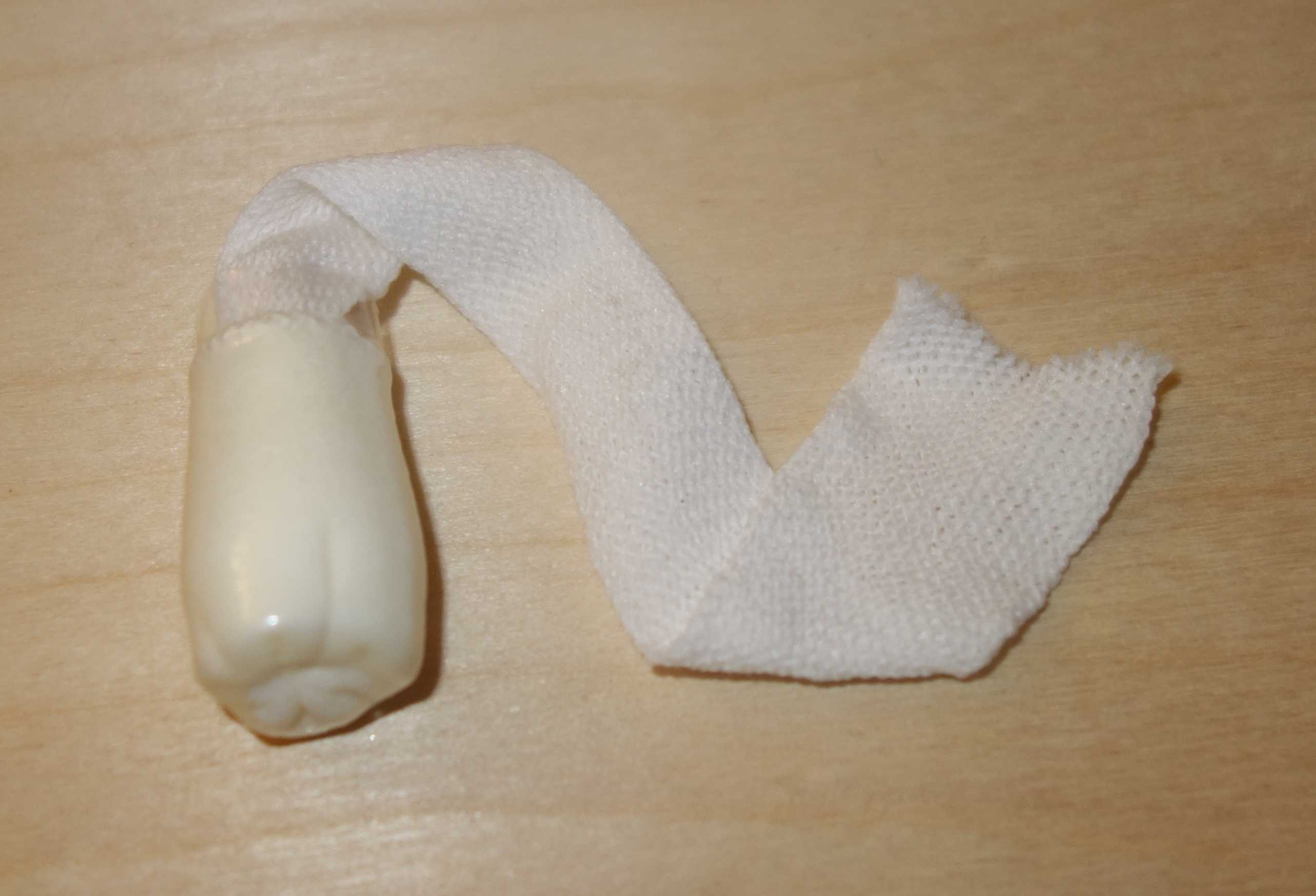
Analtampon mit wärmelöslichem Überzug

Der Analtampon besteht aus einem Polyvinylalkohol-Schaumstoff. Der Schaumstoff ist toxikologisch und dermatologisch unbedenklich sowie immunologisch inaktiv. Verschiedene Formen und Größen bis hin zur individuellen Fertigung sind geeignet, um für die Darmkanalgeometrien den „passenden druckfreien“ Verschluss zu erreichen. Durch die  Spezialverarbeitung des Schaumstoffs werden an der Tamponoberfläche gezielt kelchartige Mikroporen gebildet, und sie bietet eine gute Abdicht- und Haltefunktion. Es gibt aber auch Analtampons, die wie ein Zäpfchen in den After eingeführt werden. Sie besitzen einen Überzug, der sich in der feuchtwarmen Umgebung des Darmkanals auflöst und so den Analtampon zu einer Art Schale entfaltet. Die Anwendung dieses Analtampons erfordert keinen Applikator. Aufgrund ihrer Bauform sind diese Analtampons nicht bei allen Formen der Stuhlinkontinenz einsetzbar, sie werden auch nur in zwei Größen angeboten.

## Nachteile
Der Nachteil dieser Produkte liegt darin, dass sich ein Fremdkörper im Enddarm befindet und sich dadurch ein unangenehmes Tragegefühl bemerkbar machen kann. Zwar gewöhnt sich in den meisten Fällen der Patient an dieses Gefühl, aber in einigen Fällen ist dies nicht möglich. Auch bei Diarrhöe ist der Analtampon sehr schnell an seine Grenzen gekommen und bietet dann nur noch wenig Schutz vor austretendem Stuhl.